# Нарікуні Таіші
Таіші Нарукані (13 листопада 1997 , Токіо ) — японський борець вільного стилю, чемпіон світу та  Азії.

## Спортивні результати на міжнародних змаганнях

### Виступи на Чемпіонатах світу
| Змагання                        | Збірна | Вагова категорія          | Місце  |
| ------------------------------- | ------ | ------------------------- | ------ |
| Чемпіонат світу з боротьби 2022 | Японія | вільна боротьба, до 70 кг | Золото |

### Виступи на Чемпіонатах Азії
| Змагання                       | Збірна | Вагова категорія          | Місце  |
| ------------------------------ | ------ | ------------------------- | ------ |
| Чемпіонат Азії з боротьби 2022 | Японія | вільна боротьба, до 70 кг | Золото |

### Виступи на інших змаганнях
| Змагання                                   | Збірна | Вагова категорія          | Місце  |
| ------------------------------------------ | ------ | ------------------------- | ------ |
| Міжнародний меморіал Дейва Шульца 2017     | Японія | вільна боротьба, до 61 кг | Бронза |
| Відкритий чемпіонат Японії з боротьби 2021 | Японія | вільна боротьба, до 70 кг | Бронза |

### Виступи на змаганнях молодших вікових груп
| Змагання                                      | Збірна | Вагова категорія                 | Місце  |
| --------------------------------------------- | ------ | -------------------------------- | ------ |
| Чемпіонат світу з боротьби серед кадетів 2013 | Японія | греко-римська боротьба, до 50 кг | 24     |
| Чемпіонат Азії з боротьби серед кадетів 2014  | Японія | вільна боротьба, до 54 кг        | Срібло |
| Чемпіонат світу з боротьби серед юніорів 2017 | Японія | греко-римська боротьба, до 60 кг | 7      |